# 道 (加利福尼亞州)
道是位於美國加利福尼亞州克恩縣的一個非建制地區。該地的面積和人口皆未知。

## 地理
道的座標為35°30′15″N 119°10′21″W / 35.50417°N 119.17250°W，而該地的平均海拔高度為130米（即427英尺）。